# Řehoř Zajíc z Valdeka
Řehoř Zajíc z Valdeka, niem.: Gregor von Waldek (ur. ok. 1235 r., zm. 6 września 1301 r. prawdopodobnie w Pradze) – czeski duchowny katolicki, biskup praski od 1296 r.

## Życiorys
Grzegorz był od ok. 1270 r. scholastykiem przy praskiej kapitule katedralnej, sprawując nad szkołami w diecezji praskiej, które która w tym czasie przeżywały swój złoty okres. Od 1277 r. sprawował funkcję dziekana praskiej kapituły katedralnej. Rok później brał udział w negocjacjach w Rzymie z kurią papieską na temat uzyskania prowizji dla nowo wybranego ordynariusza Tobiasza Bechyne, które zakończyły się sukcesem. 8 marca 1282 r. został wyświęcony na księdza.
Po śmierci biskupa Tobiasza w 1296 r. kapituła katedralna wybrała go na jego następcę. Wybór ten został zaakceptowany przez arcybiskupa metropolitę mogunckiego Gerharda Eppsteina, którego sufraganią była praska diecezja. Reprezentował go podczas elekcji biskup ołomuniecki Teodoryk von Neuhaus. Wkrótce uzyskano prowizje papieską, a Grzegorz został wyświęcony na biskupa.
W 1297 r. koronował Wacława II na króla Czech. Podczas swojego pontyfikatu ufundował kilka nowych klasztorów oraz usprawnił rządzenie diecezją. Zmarł w 1301 r. i został pochowany w katedrze świętego Wita w Pradze.